# Особняк Алчевських
Особняк Алчевських — колишній особняк видатної сім'ї Алчевських, побудований у 1893 році за проєктом Олексія Миколайовича Бекетова у центрі Харкова на вулиці Жон Мироносиць, 13. Будівля включена до переліку пам'яток архітектури та містобудування місцевого значення (охоронний № 7088-Ха) та до переліку пам'яток історії місцевого значення (охоронний № 78). Нині в будівлі знаходиться Палац Культури Головного управління Національної поліції у Харківській області.

## Історія

### Спорудження
1862 року засновник Харківського торгівельного та земельного банків, український промисловець, банкір, громадський діяч, меценат Олексій Кирилович Алчевський одружився з українською педагогинею, організаторкою народної освіти, меценаткою, письменницею, засновницею Харківської жіночої недільної школи Христиною Данилівною Журавльовою. 1889 року їх дочка вийшла заміж за харківського архітектора Олексія Миколайовича Бекетова, який у 1893 році звів для сім'ї Алчевських на сучасні вулиці вулиці Жон Мироносиць (тоді провулок Касперівський) розкішний особняк в ренесансному стилі, що оточений садом. Власницею будинку була дружина Олексія Алчевського — Христина Алчевська (до шлюбу Журавльова). 1896 року на цій же вулиці він звів будинок для недільної школи Алчевської, а 1897 власний особняк навпроти будинку Алчевських.

### Пам'ятник Шевченкові

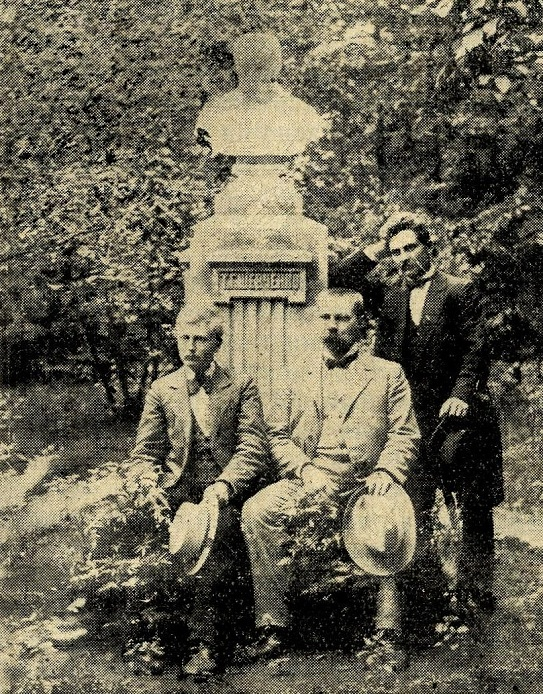
Пам'ятник Шевченкові. На фото — Л. Мацієвич, М. Міхновський і С. Паньківський

У 1900 році на території саду в садибі Алчевських першого в Україні пам'ятника Тарасу Григоровичу Шевченку, не дивлячись на офіційну заборону царської влади. Постать поета була особливо шанованою в сім'ї просвітників Алчевських. Погруддя поета виконав з білого мармуру скульптор Володимир Олександрович Беклемішев, майже одноліток Бекетова, як і останній, теж закінчив малювальну школу Марії Раєвської-Іванової у Харкові та Петербурзьку академію мистецтв. Біля цього пам'ятника часто збиралась студентська молодь, вихованці недільної школи, поети-початківці та гості Алчевських, серед яких, наприклад, були український політичний та громадський діяч Микола Іванович Міхновський, перший авіатор українського походження громадський і політичний діяч Левко Макарович Мацієвич, український актор Северин Федорович Паньківський та інші.
Сімейне щастя родини Алчевських тривало недовго. В 1901 році на Варшавському вокзалі у Санкт-Петербурзі трагічно загинув голова сім'ї Олексій Алчевський. Будинок сім'ї, особняк Бекетових і недільна школа для покриття боргів були виставлені на продаж. Новим власником садиби стає дійсний статський радник Микола Помпейович Шабельский. З нього Христина Алчевська взяла зобов'язання не реконструювати й не зносити ні садибу, ні пам'ятник Тарасові Шевченку, не будувати, й не встановлювати жодних нових споруд і монументів.
Ймовірно, пізніше новий власник порушив зобов'язання і бюст Шевченка забрала назад родина Алчевських, де він й зберігався до 1932 року. На початку 1930-х років, коли у Харкові було відкрито Шевченківську картинну галерею, викладач місцевого юридичного інституту, син Олексія Кириловича, Алчевський Микола Олексійович (1872—1942) передав пам'ятник до її фондів. Після закінчення Другої світової війни бюст реставрували та відправили до Київського державного музею Т. Г. Шевченка, де він наразі й експонується. Постамент від пам'ятника втрачений.

### Націоналізація
В 1917 році будинок був націоналізований. За наказом одного з організаторів «червоного терору» Фелікса Дзержинського в будівлі колишніх просвітників і меценатів у 1921 році розмістився клуб всеросійської надзвичайної комісії по боротьбі з контрреволюцією, які особливо відомі своїми звірствами у Харкові. З боку саду в 1945 та у 1950-х (архітектор Чорноморченко М. Ф.) зроблено прибудови, що повністю знищили дворовий фасад пам'ятки, від якої залишилася лише парадна частина
У 1997 на території садиби споруджено каплицю Архангелу Михаїлу та дзвіницю, та у 1995 — пам'ятник співробітникам внутрішніх справ, які загинули під час виконання службових обов'язків. Пам'ятник у вигляді Архангела Михаїла, що мечем вістрям донизу поборює гідру як уособлення злочинності. Автори — скульптор А. Н. Іллічов, архітектор С. Г. Чечельницький. У споруді розташована концертна зала та діяв харківський морський музей. Нині у будівлі розміщується Палац культури Головного управління Національної Поліції в Харківській області. В залі будівлі відбуваються концерти та творчі зустрічі.

## Архітектура
Особняк являє собою невелику віллу-палац в італійському стилі, що оточена розкішним садом. Побудована за проєктом архітектора Олексія Миколайовича Бекетова на зразок італійських заміських вілл епохи пізнього Ренесансу і спочатку з усіх боків була оточена відкритими терасами. Парадні, що збереглися, відрізняються гармонійністю оформлення у формах пізнього класицизму. Фасади прикрашені барельєфами на рослинну тематику та з зображеннями дітей, пілястрами й карнизами. Між вікнами другого поверху розташовані каріатиди з капітелями іонічного ордера. На дахах будівлі й терас була балюстрада, що збереглася лише частково. Будівля легка і затишна, саме у стилі своїх господарів Алчевських, які велике значення надавали меценатству, освіті, прогресу. Сад у садибі не зберігся, нині на його місці сквер із сучасними насадженнями.

## Галерея
- Загальний вигляд будівлі
- Каріатида
- Барельєф
- Автентичні дерев'яні двері
- Сучасний вхід
- Каплиця Архангела Михаїла
- Пам'ятник Шевченкові у садибі